# Palma Arena
Palma Arena – wielofunkcyjna hala sportowa znajdująca się w mieście Palma na Balearach, w Hiszpanii. Hala może pomieścić 4500 widzów podczas wydarzeń sportowych, a na koncertach 8106 osób. Organizowane są tu zawody sportowe w dyscyplinach takich jak kolarstwo torowe, koszykówka, piłka siatkowa, futsal i hokej.
Arena ma 51 573,23 m² powierzchni użytkowej. Wyposażona jest w dwupoziomowy zadaszony parking na 350 pojazdów i 15 szatni. Jej projektantem jest holenderski architekt Sander Douma. Tor kolarski ma 250 metrów długości, a jego nachylenie waha się od 15º do 43º. Przy jego budowie zostało wykorzystane drewno z sosny syberyjskiej pochodzącej z Ukrainy. Wnętrze hali oświetla naturalne światło przedostające się z zewnątrz dużymi oknami.

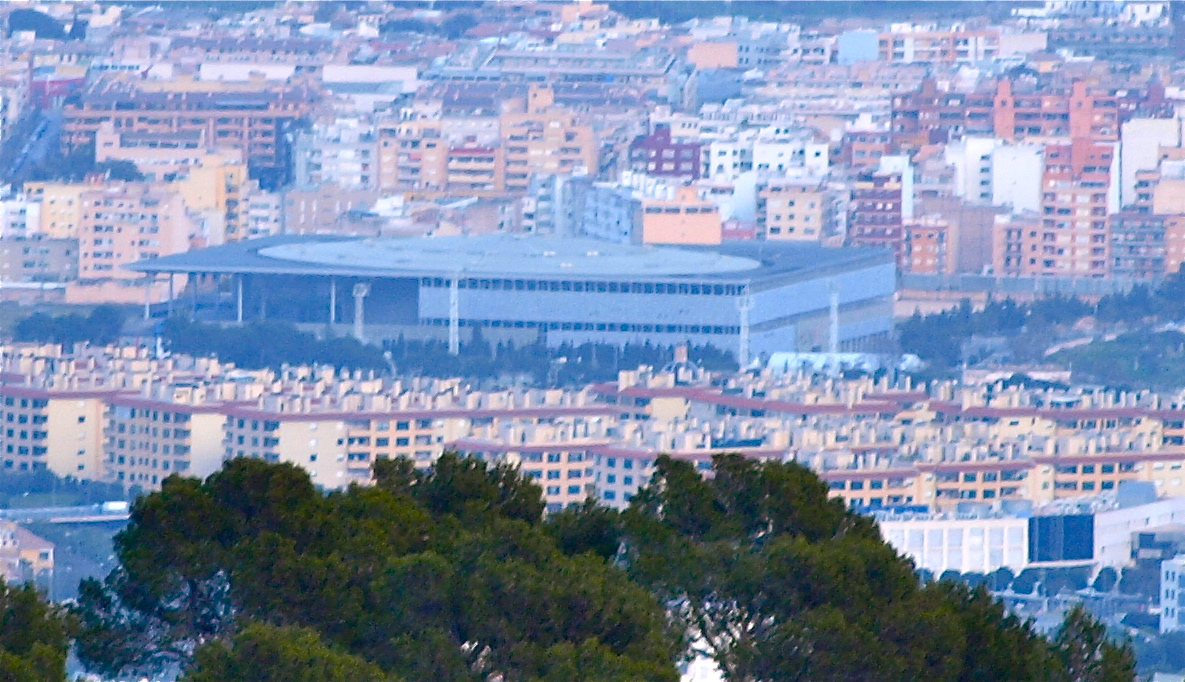
Palma Arena na tle miasta.

Hala została wybudowana z myślą o organizacji Mistrzostw Świata w Kolarstwie Torowym 2007. Była także gospodarzem Mistrzostw Europy w Koszykówce Mężczyzn 2007. 2 maja 2007 odbył się tu pokazowy mecz tenisa ziemnego pomiędzy pochodzącym z Balearów Rafaelem Nadalem i Szwajcarem Rogerem Federerem. Grali na nietypowym korcie, gdyż jedna jego połowa była pokryta nawierzchnią ziemną, natomiast druga trawiastą. Zwyciężył zawodnik gospodarzy wynikiem 7:5, 4:6, 7:6 (10).
W 2008 postawiono zarzuty korupcyjne około 30 osobom, w tym ówczesnemu prezydentowi Balearów Jaumowi Matasowi. Koszt inwestycji zamiast zakładanych 48 milionów euro wyniósł blisko 100 mln euro. W 2012 Matas został skazany na 6 lat pozbawienia wolności. W 2013 karę tę obniżono do 9 miesięcy